# Mikołaj Oleksa
Mikołaj Oleksa ps. „Zbyszek”, „Bynio” (ur. 4 maja 1911 w Ostrowie koło Chełma, zm. 15 listopada 1989 w Lublinie) – działacz komunistyczny, uczestnik II wojny światowej w szeregach Gwardii Ludowej i Armii Ludowej, funkcjonariusz aparatu bezpieczeństwa PRL.

## Życiorys
Pochodził z rodziny chłopskiej. Był synem Marka i Zofii Oleksów Skończył 6 klas szkoły powszechnej, z zawodu był kołodziejem. Działacz Komunistycznej Partii Zachodniej Ukrainy i Komunistycznej Partii Polski, w 1936 aresztowany i skazany na 4 lata więzienia za działalność komunistyczną. W kwietniu 1943 wstąpił do Polskiej Partii Robotniczej i GL. W lipcu 1943 wszedł w skład Podokręgowego Komitetu PPR oraz Podokręgowego Dowództwa GL nr 2; został zastępcą dowódcy tego podokręgu. Oficer żywnościowy oddziału AL. Brał udział w wielu akcjach partyzanckich. Organizował struktury PPR i GL w powiatach: Krasnystaw, Chełm i Zamość. 1 września 1944 rozpoczął pracę w aparacie bezpieczeństwa i został funkcjonariuszem Powiatowego Urzędu Bezpieczeństwa Publicznego w Krasnymstawie. Kierownik sekcji 7, a następnie kierownik tego urzędu. 1 kwietnia 1945 został szefem PUBP w Hrubieszowie, 1 stycznia 1946 przeniesiony na analogiczne stanowisko do Włodawy, a 1 czerwca 1948 do Puław. 1 maja 1950 został naczelnikiem Wydziału V WUBP w Lublinie. Od 1 grudnia 1950 naczelnik Wydziału „A” tego urzędu. 1 kwietnia 1955 został inspektorem Inspektoratu Kierownictwa Wojewódzkiego Urzędu do spraw Bezpieczeństwa Publicznego (WUdsBP) w Lublinie. Od 1 15 lipca 1960 do 31 stycznia 1971 naczelnik Wydziału „C” w Komendzie Wojewódzkiej Milicji Obywatelskiej w Lublinie.

## Odznaczenia
- Krzyż Oficerski Orderu Odrodzenia Polski
- Order Krzyża Grunwaldu III klasy
- Krzyż Partyzancki
- Srebrny Krzyż Zasługi[2]